# Musée d'Instruments de musique des peuples
Le musée d'Instruments de musique des peuples (Musikinstrumenten Museum der Voelker) est un petit musée situé dans la commune de Sankt Gilgen, au bord du Wolfgangsee, en Autriche.
Il abrite une collection de plus de quatre mille deux cents instruments traditionnels du monde, dont deux mille en exposition permanente.